# Evgeniy Lukyanenko
Pour les articles homonymes, voir Lukyanenko.
Evgueni Iourievitch Loukianenko (en russe : Евгений Юрьевич Лукьяненко), né le 23 janvier 1985, est un athlète russe, pratiquant le saut à la perche.

## Carrière
Il remporte son premier succès international majeur en début de saison 2008 en s'adjugeant le titre des Championnats du monde en salle de Valence, en Espagne. Auteur de 5,90 m à sa première tentative, il devance l'Américain Brad Walker (5,85 m) et l'Australien Steven Hooker (5,80 m). 
Le 1er juillet 2008, lors du meeting European Athletics Festival de Bydgoszcz, Evgeniy Lukyanenko bat son record personnel en franchissant 6,01 m, deuxième performance mondiale de l'année 2011 lui permettant d'entrer dans le club des perchistes à 6 mètres. Sélectionné pour les Jeux olympiques de Pékin, il obtient la médaille d'argent du concours avec un saut à 5,85 m réussi à son troisième et dernier essai, s'inclinant finalement face à Steven Hooker (5,96 m).
Il remporte fin juillet 2011 les Championnats de Russie avec un saut à 5,72 m.
Le 21 juillet 2018, il remporte les championnats de Russie avec 5,65 m, son meilleur saut depuis la saison 2012.

## Palmarès
| Date | Compétition                    | Lieu    | Résultat | Marque |
| ---- | ------------------------------ | ------- | -------- | ------ |
| 2007 | Championnats du monde          | Osaka   | 6e       | 5,81 m |
| 2008 | Championnats du monde en salle | Valence | 1er      | 5,90 m |
| 2008 | Jeux olympiques                | Pékin   | 2e       | 5,85 m |
| 2012 | Jeux olympiques                | Londres | 4e       | 5,75 m |

### Records
| Épreuve          | Épreuve   | Performance | Lieu      | Date             |
| ---------------- | --------- | ----------- | --------- | ---------------- |
| Saut à la perche | Plein air | 6,01 m      | Bydgoszcz | 1er juillet 2008 |
| Saut à la perche | En salle  | 5,90 m      | Valence   | 9 mars 2008      |